# Ханарык
Ханарык (каз. Ханарық, до 1993 г. — Кызылблек) — село в Толебийском районе Туркестанской области Казахстана. Входит в состав Тасарыкского сельского округа. Находится примерно в 26 км к северо-востоку от центра города Ленгер. Код КАТО — 515859500.

## Население
В 1999 году население села составляло 1007 человек (501 мужчина и 506 женщин). По данным переписи 2009 года, в селе проживало 1160 человек (588 мужчин и 572 женщины).